# اتان‌تیول
اتان‌تیول (به انگلیسی: Ethanethiol) یا اتیل مرکاپتان با فرمول شیمیایی C2H6S یک ترکیب شیمیایی با شناسه پاب‌کم 6343 است. که جرم مولی آن 62.13404 g·mol−1 می‌باشد. 